# Bayabas
Bayabas est une localité de la province du Surigao du Sud, aux Philippines. En 2015, elle compte 8 164 habitants.